# Cylindropuntia lindsayi
Cylindropuntia lindsayi ist eine Pflanzenart aus der Gattung Cylindropuntia in der Familie der Kakteengewächse (Cactaceae). Das Artepitheton lindsayi ehrt den US-amerikanischen Botaniker George Edmund Lindsay (1917–2002).

## Beschreibung
Cylindropuntia lindsayi wächst strauchig, ist dicht und kompakt bis fast lianenartig mit einem auffällig eintriebigen Wuchs und erreicht Wuchshöhen von 0,4 bis 3 Meter. Die Seitentriebe fallen leicht ab. Die sehr schlanken grünen bis graugrünen, häufig glauken Triebabschnitten sind um die Areolen herum purpurfarben. Die Triebabschnitte sind 1,5 bis 9 Zentimeter lang und messen 4 bis 8 Millimeter im Durchmesser. Die cremefarbenen Areolen vergrauen im Alter und tragen 2 bis 3 Millimeter lange, manchmal auffällige, etwas orangebraunen Glochiden, von denen häufig mehrere borstenartig und grau sind. Die ein bis drei Dornen sind an fast allen Areolen vorhanden oder fehlen häufig. Sie sind kräftig, weiß bis grau und besitzen eine gelbliche Spitze. Die Dornen sind 1 bis 3,7 Zentimeter lang. Ihre lose sitzenden Scheiden sind grau bis gelblich.
Die Blüten sind hellgrün bis grünlich gelb. Die grünen bis roten Früchte sind fleischig und bedornt. Sie sind 1,8 bis 2,8 Zentimeter lang und weisen Durchmesser von 7 bis 9 Millimeter auf. Die Früchte proliferieren häufig und sind oft steril.

## Verbreitung, Systematik und Gefährdung
Cylindropuntia lindsayi ist vom Süden des mexikanischen Bundesstaates Baja California bis nach Baja California Sur mit Ausnahme des Kapgebietes in Höhenlagen von 50 bis 625 Metern verbreitet.
Die Erstbeschreibung als Opuntia lindsayi von Jon Paul Rebman wurde 1997 veröffentlicht. 2002 stellte er die Art in die Gattung Cylindropuntia. Ein weiteres nomenklatorisches Synonym ist Grusonia lindsayi (Rebman) G.D.Rowley (2006).
In der Roten Liste gefährdeter Arten der IUCN wird die Art als „Least Concern (LC)“, d. h. als nicht gefährdet geführt. Die Entwicklung der Populationen wird als stabil angesehen.

## Nachweise